# Kanjira
 (mars 2023).
Si vous disposez d'ouvrages ou d'articles de référence ou si vous connaissez des sites web de qualité traitant du thème abordé ici, merci de compléter l'article en donnant les références utiles à sa vérifiabilité et en les liant à la section « Notes et références ».

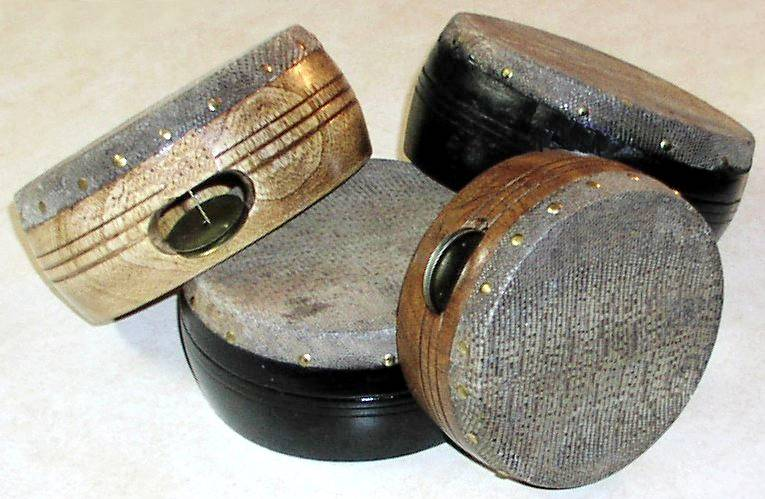
Kanjiras.

La kanjira est un petit tambour sur cadre (membranophone à une peau) indien.

## Facture
D'un diamètre de 10 à 20 cm, il est en un bois épais de tun ou de jacquier. La peau est à l'origine une peau de lézard ou d'iguane (assez rare), mais elle est souvent en peau de serpent ; toutefois, vu la protection des reptiles, elle est de plus en plus souvent en chèvre. Mais cette nouveauté ne rend pas les effets spéciaux des peaux reptiles qui se distendent beaucoup quand on les mouille, permettant ainsi des variations mélodiques. Toutes les kanjiras ont une petite clochette ou cymbalette.

## Jeu
Une main sert à frapper la peau à l'aide des doigts (au bord) et de la paume (au centre), l'autre sert à modifier la tension de la peau (donc la hauteur du son) en appliquant une pression du bout des doigts sur la face extérieure (ou intérieure) de la peau mouillée.
Jouée principalement en musique carnatique de l'Inde du sud, elle est toutefois très répandue sur tout le sous-continent et accompagne beaucoup de chanteurs itinérants. Contrairement aux apparences, ce n'est pas un instrument simple ou facile à jouer. Il peut rivaliser avec le tablâ ou le mridangam.